# Fekete Tibor (színművész)
Fekete Tibor (Salgótarján, 1927. április 5. – 2014. április 23.) Jászai Mari-díjas és Aase-díjas magyar színművész.

## Életpályája
Zenthe Ferenc városában született, akivel jó barátok voltak. Nyolcéves korában költöztek Rákospalotára, a Tavasz moziban vizet, cukorkát és perecet árult. Később lakatosnak tanult, dolgozott a Hirmann Ferenc Fémárugyárban, majd az Acélöntő és Csőgyárban is. Az első egymondatos szerepeket a József Attila Színházban kapta. Kiss Manyi és Greguss Zoltán ajánlására került Rózsahegyi Kálmán színiiskolájába, ahol a mester ösztöndíjasként tanította. Az 1952-es vizsgaelőadását látva a Faluszínház két vezetője, Both Béla és Mátrai József szerződtette.
1957 és 1958 között a Kecskeméti Katona József Színház tagja volt, a Győri Nemzeti Színházban és a Békéscsabai Jókai Színházban tett kitérők után ide többször visszatért. Vendégszerepelt a nyíregyházi Móricz Zsigmond Színházban, a Veszprémi Petőfi Színházban és többször a Vígszínházban is. Több alkalommal várták szerződéssel a fővárosban, azonban a szerepek vidéken tartották. Szerepelt filmekben és televíziós produkciókban is. Erkel Ferenc két operájának televíziós változatában is jelentős szerepet osztottak rá.
1989 és 1994 között tagja volt az Aase-díj kuratóriumának. A Magyar színházművészeti lexikon így jellemezte: „Többnyire erős akaratú, hajlíthatatlan hősöket alakít.”

## Szerepeiből

### Színház
A Színházi adattárban regisztrált bemutatóinak száma (1949–): 72.
| - Shakespeare: - Rómeó és Júlia (Benvolio ) - Szentivánéji álom (Gyalu) - Fazekas Mihály: Ludas Matyi (címszerep) - Katona József: Bánk bán (Tiborc) - Vörösmarty Mihály: Csongor és Tünde (Balga) - Illyés Gyula Dózsa (címszerep) - Miller: - Pillantás a hídról (Eddie Carbone) - Az ügynök halála (Willy Loman) - Ibsen: Nóra (Rank doktor) | - Móricz Zsigmond: Úri muri (Csörgheő Csuli) - Gorkij: Éjjeli menedékhely (Luka) - O’Neill: Vágy a szilfák alatt (Eben) - Dürrenmatt: Az öreg hölgy látogatása (Alfred Ill ) - Tolsztoj: Háború és béke (Öreg Bolkonszkij) - Shaw: Pygmalion (Doolittle) - Kálmán Imre: Csárdáskirálynő (Miska főpincér) - Searnicci: Kaviár és lencse (Leonida P.) - Kodály Zoltán: Háry János (Ferenc császár) - Mikszáth Kálmán: Beszélő köntös (Öregbíró) - Beaumarchais: Figaro házassága, avagy egy őrült naplója (Don Gusman De Hübele, a törvényszék alelnöke) |

### Film
- A kard (1976)
- Vámmentes házasság (1980)
- Szamba (1995)

### Televízió
| - Tizennégy vértanú (1970) - Bánk bán (1974, 1987) - Farkasok (1974) - A labda (1974) - Sztrogoff Mihály (sorozat, 1975) - Kántor (sorozat, 1976) - Optimista tragédia (1976) - Beszterce ostroma (1976) - Bovári úr (1976) - A szerelem bolondjai (1976) - A vonatok reggel indulnak (1976) - Fogságom naplója (1977) | - Mire megvénülünk (sorozat, 1978) - Hunyadi László (1978) - Özvegy és a lánya (1983) - Nyolc évszak (sorozat, 1987) - Peer Gynt (1988) - Szomszédok (sorozat, 1988) - Kutyakomédiák (sorozat, 1992) - A pályaudvar lovagja (1992) - Frici, a vállalkozó szellem (sorozat, 1993) - Kisváros (sorozat, 1996) - A leghidegebb éjszaka (2000) |

### Hangjáték
- Óz, a nagy varázsló (1980) .... Farkaskirály

## Emlékek
Az összes Raffai darab főszerepét (Egyszál magam, Diplomások, Vasderes, stb.) én játszottam Kecskeméten. Van egy olyan levelem Raffai Saroltától, hogy „Tibi! Tibi ezt a téesz-elnököt neked írtam. Az eset megtörtént Császártöltésen…” (Vasderes).
Emlékezetes módon tartott számon Illyés Gyula bácsi is. Itt volt Kecskeméten a Dózsa-darab főpróbáján, majd a szünetben lejött a büfébe megenni a paprikás krumpliját. Persze rögtön körbevették az újságírók, fotósok. Erre Gyula bácsi: „- Álljanak meg! Küldjék le a Feketét!”. Úgy parókában, ahogy voltam, odamentem hozzá, átölelt: „- Most fotózzanak!”- mondta. Úgy őrzöm azóta is ezt az újságfotót, mint egy szentképet a dedikálásával együtt: „Sok szeretettel egy igazi Dózsának”.

## Érdekesség
Fekete Ernőnek, a budapesti Katona József Színház tagjának keresztneve is Tibor, a szakma íratlan szabályai alapján a Fekete Tiborral való névazonosság miatt vett fel művésznevet.

## Elismerései
- Jászai Mari-díj (1965)
- Érdemes művész (1982)
- Kiváló művész (1989)
- Aase-díjas (2000)
- A Kecskeméti Katona József Színház Örökös tagja